# Stigmatula applanata
Stigmatula applanata är en svampart som beskrevs av Feltgen 1903. Stigmatula applanata ingår i släktet Stigmatula och familjen Phyllachoraceae.   Inga underarter finns listade i Catalogue of Life.